# Deutsches Zinnfigurenmuseum
Das Deutsche Zinnfigurenmuseum ist ein Museum für Zinnfiguren in der Kulmbacher Plassenburg. Es gilt mit über 300.000 Figuren als das größte Zinnfigurenmuseum der Welt. 

## Geschichte
Das Museum wurde 1929 durch den Verlagsbuchhändler August Bonneß aus Potsdam angeregt. 1931 wurden bereits 40 Zinnfigurendioramen zur deutschen Geschichte gezeigt. Die Sammlung wurde immer weiter ausgebaut. Zum Kriegsende 1945 wurde das Museum geplündert, die meisten Sammlungseinheiten wurden so gut wie vollständig zerstört. 1953 wurden die ersten Schauräume wieder eröffnet.

## Ausstellung
Im Arsenalbau der Burg können auf mehreren Stockwerken in 170 Dioramen historisch bedeutende und auch Szenen aus dem Alltag betrachtet werden. Die gezeigten Exponate bilden einen Querschnitt der Sammlung und zeigen viele ältere Stücke bekannter und weniger bekannter Zinnfigurenherausgeber. 
Besonders bemerkenswert ist das Diorama der Eroberung Kulmbachs am Konraditag, dem 26. November 1553. Mit über 19.500 Figuren lebt der „schwarze Tag Kulmbachs“ wieder auf, an dem die Truppen der Reichsstadt Nürnberg im Bunde mit den Bistümern Bamberg und Würzburg nach langer Belagerung die Stadt Kulmbach eroberten und fast vollständig zerstörten. 

## Veranstaltungen
In unregelmäßigen Abständen werden Gießvorführungen oder andere zinnfigurenspezifische Veranstaltungen angeboten.